# Franky Kubrick
Franky Kubrick (* 17. November 1980 in Bestwig; bürgerlich Frank Werker), ehemals Karibik Frank, ist ein in Stuttgart lebender deutscher Rapper.

## Biografie
Franky Kubrick ist im Sauerland geboren und in Ramsbeck aufgewachsen. Mit 18 Jahren zog er nach Stuttgart, um seine Fähigkeiten als Rapper in der dortigen Szene zu verbessern. Dort war er erst bei dem Musik-Label Kopfnicker Records, dann bei Four Music unter Vertrag. Nach einigen Jahren, als eher unbekannter Musiker, gelang ihm 2003 mit einer Parodie auf Snoop Dogg & Pharrells Beautiful (Du blutest voll) der Durchbruch.
So veröffentlichte er 2006 sein Mixtape Mein Moneyfest über Optik Records. Des Weiteren veröffentlichte er am 8. März 2008 über Optik Records ein Onlinemixtape mit dem Titel Chronisch Frank – 80 Minutes of Frunk. Kurz darauf gab das Berliner Hip-Hop-Label bekannt, dass man am 18. April 2008 das offizielle Franky Kubrick Label-Debütalbum Dramaking – Tagebuch eines Träumers veröffentlichen werde, welches unter anderem von Shuko, M3&Noyd produziert wurde. 2010 veröffentlichte er in Eigenregie sein drittes Album Guten Morgen Deutschland mit Produktionen von 7inch, The Gunna, Jopez und Madskill.

## Diskografie
Alben
- 2004: Rücken zur Wand
- 2008: Dramaking-Tagebuch eines Träumers
- 2010: Guten Morgen Deutschland

Singles
- 2001: Psychisch Frank/Staatsfeind Nr. 1
- 2003: Rücken zur Wand
- 2004: Hypnotisiert
- 2004: Rücken zur Wand Reissue
- 2006: Get right (feat. Mobb Deep und Dre Robinson)
- 2011: Das schönste Wesen (feat. Moe Mitchell)

Mixtapes
- 2006: Mein Moneyfest
- 2008: Chronisch Frank (Onlinemixtape)
- 2008: Chronisch Frank Vol. 2 (Onlinemixtape)
- 2009: Wir sind die Besten (Onlinemixtape, vertrieben über die Juice)[4]

EPs
- 2001: Psychisch Frank
- 2022: Halbzeit

Juice-Exclusives
- 2003: KA – Korrekter Abzug (Feier es ab Remix) (Juice-CD #36)
- 2003: Mit dem Rücken zur Wand (Juice-CD #37)
- 2004: Tu’s noch nal (Juice-CD #38)
- 2004: 110-112 (Juice-CD #39)
- 2006: Fick die Welt (Juice-CD #64)
- 2008: Straßenhit (feat. Afrob) (Juice-CD #84)
- 2008: Weil es nicht anders geht (feat. Kool Savas, Caput & Sizzlac) (Juice-CD #84)
- 2008: Wir kenn’ dich nicht Reloaded (feat. Laas Unltd., Kool Savas, Olli Banjo, Maeckes & Plan B) (Juice-CD #93)